# Christoph 19
Christoph 19 ist der Funkrufname eines vom ADAC betriebenen Rettungshubschraubers. Der Hubschrauber vom Typ Eurocopter EC 135 P2 ist am HELIOS Klinikum Uelzen stationiert.
Die Piloten sind Angestellte der ADAC Luftrettung gGmbH. Die Notärzte kommen vom HELIOS Klinikum Uelzen, die Rettungsassistenten werden vom DRK-Kreisverband Uelzen e. V. gestellt.
Das Einsatzgebiet für die Luftrettung erstreckt sich auf einen Radius von etwa 60 Kilometern um Uelzen.
Seinen ersten Einsatz hatte der in Uelzen stationierte Rettungshubschrauber, damals noch unter dem Namen „Phoenix 14“, am 21. September 1981. Damals wurde der Hubschrauber noch von der Polizeihubschrauberstaffel des Landes Niedersachsen betrieben.

## Zwischenfälle
- Am 20. November 1999 fuhren auf der B 71 bei Eimke ein LKW und ein Pkw in den gelandeten Hubschrauber.
- Am 20. Januar 2003 flog der Hubschrauber D-HLFB mittags unter einer Brücke des Elbe-Seitenkanals bei Bienenbüttel hindurch und beschädigte dabei den Heckrotor. Die Bo 105 stürzte in den Kanal, Pilot und Rettungsassistent konnten sich schwimmend an Land retten. Der Notarzt versank mit dem Wrack im eisbedeckten Wasser und wurde erst gegen Abend tot geborgen.[2] Seit 2006 wird die verunglückte Maschine im Besucherpark des Münchner Flughafen  öffentlich ausgestellt.[3]

## Einsatzzahlen
Die Einsatzzahlen sind in den letzten Jahren relativ konstant geblieben. Seit 2006 wurde der Hubschrauber zu über 18479 Einsätzen alarmiert (knapp 4 Einsätze pro Tag).
| Jahr | Einsatzzahl |
| ---- | ----------- |
| 2006 | 1378        |
| 2007 | 1393        |
| 2008 | 1453        |
| 2009 | 1448        |
| 2010 | 1316        |
| 2011 | 1501        |
| 2012 | 1482        |
| 2013 | 1458        |
| 2014 | 1422        |
| 2015 | 1500        |
| 2016 | 1485        |
| 2017 | 1253        |
| 2018 | 1390        |